# Anthaxia corsica
Anthaxia corsica es una especie de escarabajo del género Anthaxia, familia Buprestidae. Fue descrita científicamente por Reiche en 1861.